# Municipio de Jackson (condado de Randolph, Misuri)
El municipio de Jackson (en inglés: Jackson Township) es un municipio ubicado en el condado de Randolph en el estado estadounidense de Misuri. En el año 2010 tenía una población de 411 habitantes y una densidad poblacional de 6,71 personas por km².

## Geografía
El municipio de Jackson se encuentra ubicado en las coordenadas 39°34′52″N 92°28′4″O / 39.58111, -92.46778. Según la Oficina del Censo de los Estados Unidos, el municipio tiene una superficie total de 61.26 km², de la cual 60,8 km² corresponden a tierra firme y (0,74 %) 0,46 km² es agua.

## Demografía
Según el censo de 2010, había 411 personas residiendo en el municipio de Jackson. La densidad de población era de 6,71 hab./km². De los 411 habitantes, el municipio de Jackson estaba compuesto por el 96,59 % blancos, el 0,24 % eran afroamericanos, el 0,97 % eran amerindios y el 2,19 % eran de una mezcla de razas. Del total de la población el 0,73 % eran hispanos o latinos de cualquier raza.